# Кримінальний кодекс Української СРР 1927
Кримінальний кодекс Української СРР 1927 року — кодифікований нормативний акт, у якому були використані частково Кримінальний кодекс УСРР 1922 та Кримінальний кодекс РСФРР 1926. Затверджений ВУЦВК 8 червня 1927 і введений в дію з 1 липня 1927.

Зміни і доповнення в Кримінальний кодекс були потрібні для посилення кримінальних репресій. Було прийнято 56 законодавчих актів з питань кримінального права, які значно розширили склад злочинів. Порівнняно з Кримінальним кодексом Української СРР 1922 року уточнено поняття умисного злочину, вдосконалені критерії визначення розміру санкції за злочини неповнолітніх, встановлено інститут зняття судимості, впроваджене поняття давності виконання вироків. В кодексі розвивався і вдосконалювався інститут аналогії кримінального закону. Термін «покарання» замінений терміном «заходи соціального захисту», який об'єднував судово-виправні, медичні та медико-педагогічні заходи. Кількість злочинів, що передбачали смертну кару, зросла до 45 порівняно з 36, передбаченими Кримінальним кодексом Української СРР 1922 року.
Внаслідок затвердження Постанови ЦВК СРСР від 8.06.1934 «Про доповнення положення про злочини державні <...> статтями про зраду батьківщини» до Кримінального кодексу Української СРР була додана "стаття 54" КК УСРР редакції від 20.07. 1934.